# Bảo tàng Khu vực ở Człuchów
Bảo tàng Khu vực ở Człuchów (tiếng Ba Lan: Muzeum Regionalne w Człuchowie) là một bảo tàng có trụ sở tại lâu đài Człuchów ở số 8 Phố Kościelna, Człuchów, Ba Lan. Bảo tàng được thành lập nhằm mục đích giới thiệu lịch sử của địa phương, lịch sử của lâu đài và văn hóa vật chất của Vùng Człuchów.

## Lược sử hình thành
Sự khởi đầu của các bảo tàng ở Człuchów xuất phát từ năm 1911 với sự kiện một phòng bảo tàng được thành lập trong tòa nhà của Tòa thị chính Człuchów ngày nay. Bảo tàng Khu vực (Heimatmuseum) được thành lập vào năm 1927 trên cơ sở bộ sưu tập của địa điểm này và hoạt động cho đến Chiến tranh thế giới thứ hai. Do chiến tranh mà phần lớn các bộ sưu tập của bảo tàng này bị hư hại hoặc phân tán.
Bảo tàng Khu vực ở Człuchów hiện nay được thành lập vào năm 1976. Ban đầu, Bảo tàng tọa lạc tại một trang viên được xây dựng từ nửa sau thế kỷ 19 ở số 3 Đại lộ Wojska Polskiego. Từ năm 1986 đến năm 1990, tòa nhà này đóng cửa cải tạo. Các cuộc triển lãm của Bảo tàng được mở cửa cho công chúng trở lại vào năm 1993.
Năm 2008, theo nghị quyết của hội đồng thành phố, các phòng trong lâu đài Człuchów được chỉ định làm trụ sở mới cho Bảo tàng. Công việc cải tạo được thực hiện trong giai đoạn 2009-2012. Ở trụ sở mới, Bảo tàng mở cửa đón khách tham quan từ ngày 2 tháng 5 năm 2013.

## Giờ mở cửa
Bảo tàng Khu vực ở Człuchów hoạt động quanh năm, mở cửa từ thứ Ba đến Chủ nhật: từ 10 giờ đến 18 giờ, đóng cửa vào thứ Hai. Phòng vé mở cửa đến 17 giờ 30.